# Jaysus
Jaysus (* 25. September 1982 in Friedrichshafen als Friedrich Schley) ist ein deutscher Rapper.

## Leben
Von 2001 bis 2005 war Jaysus Rapper in der Gruppe Chablife, zusammen mit Kay One und Scandaliz. 2006 veröffentlichte er das Solo-Streetalbum König im Süden über Shrazy Records.
2007 veröffentlichte Jaysus sein zweites Album Der erste Tag vom Rest meines Lebens, trat unter anderem auf der Hauptbühne des Splash-Festivals auf und führte die Shrazy Records-Tour durch Deutschland und die Schweiz als Headliner. 2008 beendete Jaysus seine Zusammenarbeit mit Shrazy Records und gründete mit seinem Bruder Constantin Schley das Label „Macht Rap“. Im Jahr 2013 gingen Jaysus und „Macht Rap“ eine vertragliche Bindung mit Warner Music Group ein. Noch im Jahr 2013 erschien das Album Gott liebt die Geduldigen, auf dem unter anderem  MoTrip und PA Sports vertreten waren. 
2015 erschien mit Sünde das sechste Solo-Album von Jaysus. Darauf vertreten waren unter anderem Crackavelli, Atillah78 (Automatikk) und Kell. Im Jahre 2016 vereinigte Jaysus alle „Macht Rap“-Künstler in dem Labelsampler M8. Im Jahr 2018 erschien sein siebtes Soloalbum namens Genesis. 2019 endete die Geschäftstätigkeit seines Labels „Macht Rap“. 
2022 erschien eine Zusammenarbeit von Jaysus und Stuttgardi, in der Jaysus erstmals vollständig auf Griechisch rappte – als sprachliches Experiment, das durch seinen stark ausgeprägten deutschen Akzent geprägt ist. Die Aussprache erschwert es insbesondere griechischen Muttersprachlern, die Texte problemlos zu verstehen. Die folgende EP Alan Ntalon führt diesen experimentellen Ansatz fort und kombiniert deutsch- sowie griechischsprachig interpretierbare Songs, womit sie seine erste bilinguale Veröffentlichung darstellt.

## Alben
- 2006: König im Süden
- 2007: Der erste Tag vom Rest meines Lebens
- 2010: Narzischwein
- 2011: Nenn mich Jay
- 2014: Gott liebt die Geduldigen
- 2015: Sünde; Amartia (EP)
- 2018: Genesis
- 2022: Alan Ntalon (EP)
- 2023: Leben (Mini-EP)
- 2023: Lost Songs

## Singles
- 2004: Chabo Mambo (mit Chablife); Ich bin ein Chabo (mit Chablife feat. Eko Fresh, Manuellsen & Ramsi Aliani); Eigentlich schön (mit Chablife feat. Eko Fresh & Azra)
- 2005: Nette Kanacken (mit Chablife)
- 2006: König im Süden
- 2007: Nur wegen ihr (feat. Israel)
- 2009: Was für’n Mann
- 2010: 2 gegen die Welt
- 2011: Seh ich gut aus; Macht Rap Gang; Ich hasse es zu lügen; Killa Killa; Invasion
- 2014: Nicht klagen; Vor dem Nichts (feat. Dieser Morten); Kanacke sein; Fenster zum Hof; Wenn du nicht mehr weißt (feat. MoTrip); Tag des dümmsten Gesichts
- 2015: Kurt Cobain; Partisan; Ein Holocaust reicht; Mortal Combat; Jedem Gefallen
- 2016: SWMK
- 2017: AMAN AMAN
- 2018: Der König ist tot; Fallschirm; Follow4Follow; Lamm & Wolf; Solo
- 2019: Mein Weg III
- 2020: Mein Leben; Valentinstag (feat Toon); Was läuft; Alites (D-Kay feat Jaysus & Toon); Juckt nicht (Aufstand feat Jaysus); Gentleman; Hotbox; Grimm Brüder
- 2021: KDDK; Auge; Sinanai; Punisher
- 2022: Schlagzeilen (feat Choosen); Stuttgardi; Michigan Dunks; Notorious; Ich küss dein Herz (feat. Choosen); Ich weiss es nicht mehr; A7 (feat Choosen); Maxala; O Proin; Tun Es (feat. Dieng); Antetokounmpo
- 2023: Wendehals; Dr. Evil; Steven Feldmann Freestyle; Hopfen & Malz Freestyle; Blutmond
- 2024: Gangstaman Shoot
- 2025: Toxisch

## Freetracks
- 2004: Yeah (mit Chablife); Meine Band (mit Chablife): Ganz klein (mit Chablife); Du und ich (mit Chablife)
- 2005: Southside
- 2006: 4 Minuten Leben; Touch it Remix
- 2007: Heilandsak; Dickies Song; Etwas zieht mich zurück (feat. Israel)
- 2008: Jay is geil; Sonnenbrille Nachts (feat. Shindy & Musiye)
- 2009: Das rappst du nicht, du spaßt (feat. Shindy); Kapitel 1; Internet Foren (feat. Israel); Lösch mal meine Nummer (feat. M.A.T. & Musiye); Du weißt Bescheid (feat. Assos); Tag und Nacht (feat. Musiye & Israel); Tessah Bärkmayer (feat. Choosen); Bevor der Teufel weiß, dass ich tot bin; Beiß’ (feat. Musiye, Assos & Shindy); Macht Rap Hymne
- 2010: Jay kommt vorbei; 'Jacky Coke; Böser Junge; 5nach4
- 2011: Motivated (feat. T-Pain); Scheiß Leben (mit Musiye & Rapsta als Rapcombo MRG); Ich wünsch mir (feat. das Christkind und MRG)
- 2012: Theo (MRG); König im Süden 2; 4 Minuten Leben; Am Morgen; Fleisch & Blut; Wenn ich geh
- 2013: MRG Harlem Shake (feat. Rapsta)
- 2013: Invasion
- 2014: Nicht Klagen
- 2014: Tag des dümmsten Gesichts
- 2015: Partisan